# Stegosaurus armatus
Stegosaurus armatus (gr. "lagarto con tejado blindado") es una especie dudosa del género extinto Stegosaurus, que vivió a finales del período Jurásico, hace aproximadamente 156 y 144 millones de años, entre el Kimmeridgiense y el Titoniense, en lo que hoy es América del Norte. Fue la primera especie que se encontró y la especie tipo original nombrada por O. C. Marsh en 1877. Se conoce a partir de un esqueleto parcial, y se han mencionado más de 30 especímenes fragmentarios. Sin embargo, el espécimen tipo era muy fragmentario y constaba solo de una parte de la cola, las caderas y las patas, partes de algunas vértebras de la espalda y una única placa fragmentaria, cuya presencia se utilizó para dar nombre al animal. No se encontraron otras placas o púas, y parece que no se conservó toda la mitad frontal del animal. Debido a que el espécimen tipo es muy fragmentario, es extremadamente difícil compararlo con otras especies basadas en mejores especímenes, y ahora generalmente se lo considera un nomen dubium. Debido a esto, fue reemplazado por S. stenops como especie tipo de Stegosaurus en un fallo de ICZN en 2013.